# Елена Ангелина Комнина
Елена Ангелина Комнина (греч. Ἑλένη Ἀγγελίνα Κομνηνή; XIII век — 1290-е) — дочь севастократора и правителя Фессалии Иоанна I Дуки и его жены, византийки аромунского происхождения Гипомоны. Регент Афинского герцогства.
В 1275 году византийский император Михаил VIII Палеолог отправил большую армию, чтобы усмирить её непокорного отца. Византийская армия осадила столицу Иоанна Неопатры, но ему удалось бежать и обратиться за помощью к герцогу Афинскому Жану I де ла Рошу. Иоанн I оказал необходимую помощь севастократору в обмен на брак Елены с его братом Гильомом де ла Рошем, будущим герцогом Афин. Герцогство также приобрело города Сидерокастрон, Ламия, Гравья и Гардики в качестве её приданого .
У супругов был сын Ги II де ла Рош. После смерти Гильома Елена была регентом своего несовершеннолетнего сына. В 1289 году она отказалась признать сюзеренитет нового князя Ахеи Флориса де Эно и короля Неаполя Карла II Анжуйского, как общего сеньора всех франкских государств в Греции, но они заставили её подчиниться. В 1291 году она вышла замуж за Гуго де Бриенна, графа Лечче, который стал бейлифом Афинского герцогства. Это позволило Елене вновь бросить вызов Ахеи и настаивать на её праве оммажа непосредственно королю Неаполя. Карл II колебался, но в конце концов Флорис де Эно одержал победу, и, когда в 1296 году Ги II де ла Рош достиг совершеннолетия, он признал Флориса и его жену Изабеллу де Виллардуэн своими сеньорами.